# Top Spin (videohra)
Top Spin je tenisová videohra z roku 2003. Vyvinuly ji společnosti PAM Development, dnes známé jako 2K Games, a dnes již zaniklé studio Indie Games, hru vydala společnost Microsoft Game Studios. Původně vyšla na Xbox, v roce 2004 na PC a o rok později pro PlayStation 2. V roce 2006 vyšel druhý díl série Top Spin 2.
Hra nabízí tenisové zápasy dvouhry, čtyřhry společně s turnaji. Dále obsahuje režim kariéry, ve kterém hráči rozvíjejí dovednosti a postupují ve fiktivním mezinárodním žebříčku. Ve hře byl dostupný i Multiplayer.

## Hráči ve hře

#### Asociace tenisových profesionálů
- Tommy Robredo[4]
- Jan-Michael Gambill
- Michael Chang
- Gustavo Kuerten
- Sébastien Grosjean
- James Blake

#### Ženská tenisová asociace
- Daniela Hantuchová
- Martina Hingisová
- Barbara Schettová
- Ashley Harkleroadová
- Jelena Dementěvová
- Meghann Shaughnessyová
- Amanda Coetzerová

### Speciální edice
- Lleyton Hewitt (pro Xbox)[5]
- Roger Federer
- Maria Šarapovová (oba pro PlayStation 2)[6]

## Recenze
Po vydání získala hra poměrně příznivé recenze, chválena byla zaměřenost na ovládací schéma a grafiku. Kritizován byl omezený kariérní režim.